# Liste der Ständigen Vertreter der Vereinigten Staaten bei den Vereinten Nationen

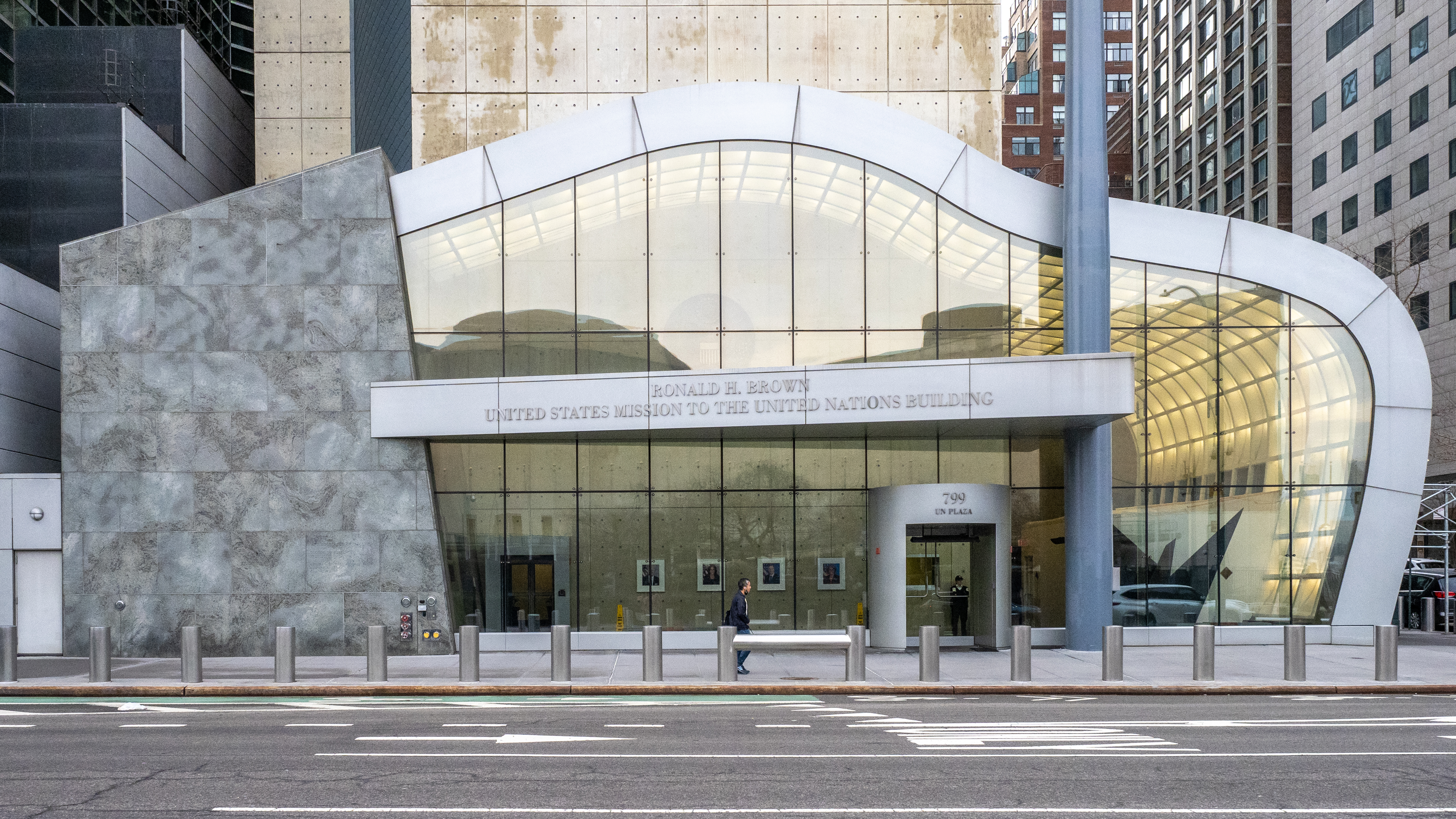
Gebäude der US-Mission bei den Vereinten Nationen

Der Ständige Vertreter der Vereinigten Staaten bei den Vereinten Nationen (englisch Permanent Representative of the United States of America to the United Nations) vertritt die Interessen der Vereinigten Staaten im Sicherheitsrat der Vereinten Nationen und während der Plenarsitzungen der UNO-Vollversammlung. Dies ist lediglich dann nicht der Fall, wenn ein höherrangiger politischer Vertreter der USA bei den entsprechenden Sitzungen anwesend ist.

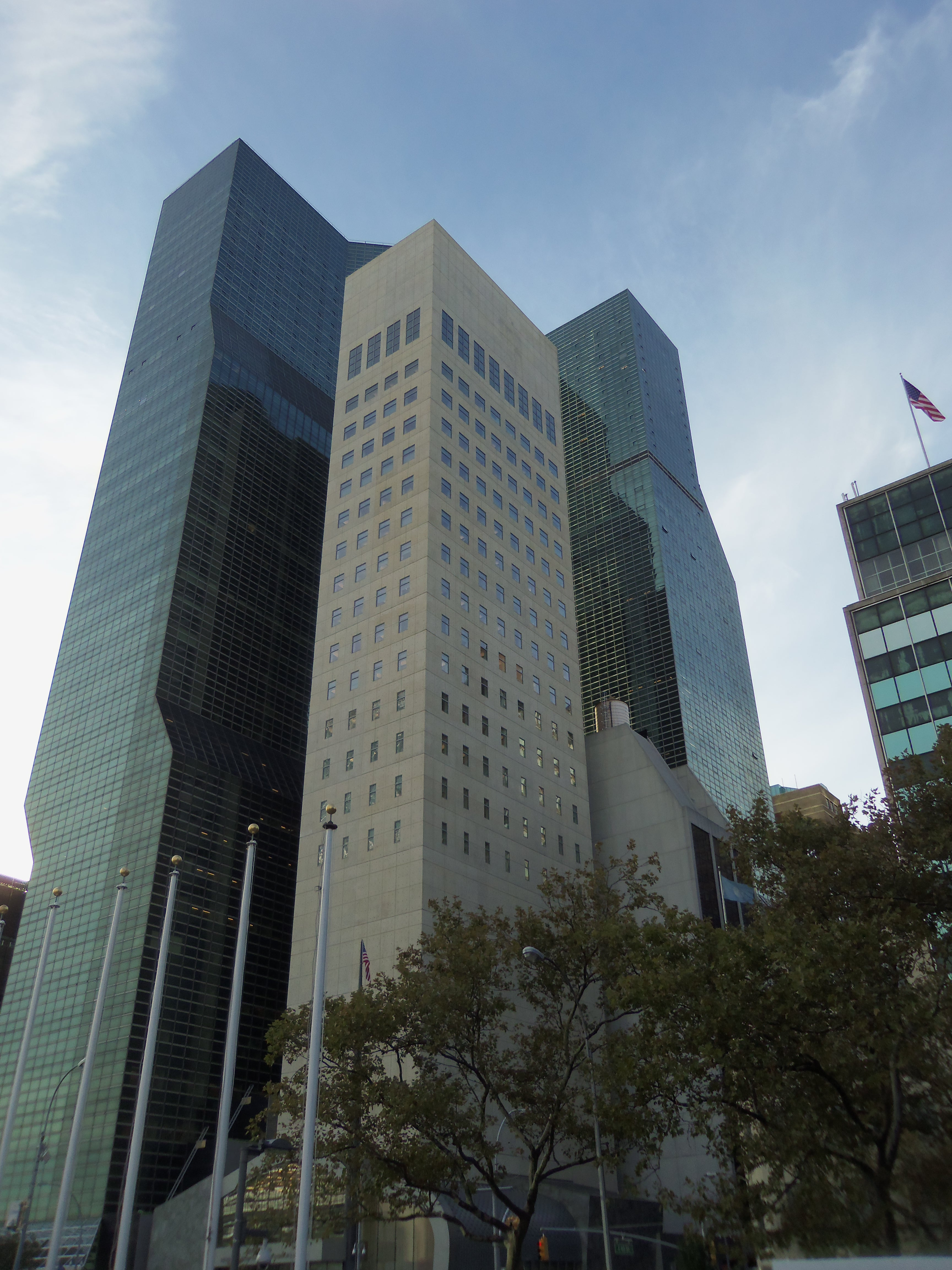
Gebäude der US-Mission bei den Vereinten Nationen

Die Nominierung des jeweiligen Amtsinhabers obliegt dem US-Präsidenten; anschließend muss die Ernennung durch den Senat der Vereinigten Staaten bestätigt werden. Unter Präsident Bill Clinton hatte die Position Kabinettsrang; nachdem dies unter George W. Bush nicht der Fall gewesen war, gehören die Botschafter seit 2009 wieder zum Kabinett.

## Liste der Botschafter
| Foto | Name                                       | Amtszeit                                  | unter Präsident                    |
| ---- | ------------------------------------------ | ----------------------------------------- | ---------------------------------- |
|      | Edward Reilly Stettinius Jr.               | 1945–1946                                 | Harry S. Truman                    |
|      | Herschel Vespasian Johnson (kommissarisch) | 1946–1947                                 | Harry S. Truman                    |
|      | Warren Robinson Austin                     | 1946–1953                                 | Harry S. Truman                    |
|      | Henry Cabot Lodge Jr.                      | 1953–1960                                 | Dwight D. Eisenhower               |
|      | James Jeremiah Wadsworth                   | 1960–1961                                 | Dwight D. Eisenhower               |
|      | Adlai Ewing Stevenson                      | 1961–1965                                 | John F. Kennedy, Lyndon B. Johnson |
|      | Arthur Joseph Goldberg                     | 1965–1968                                 | Lyndon B. Johnson                  |
|      | George Wildman Ball                        | 1968                                      | Lyndon B. Johnson                  |
|      | James Russell Wiggins                      | 1968–1969                                 | Lyndon B. Johnson                  |
|      | Charles Woodruff Yost                      | 1969–1971                                 | Lyndon B. Johnson, Richard Nixon   |
|      | George Herbert Walker Bush                 | 1971–1973                                 | Richard Nixon                      |
|      | John Alfred Scali                          | 1973–1975                                 | Richard Nixon, Gerald Ford         |
|      | Daniel Patrick Moynihan                    | 1975–1976                                 | Gerald Ford                        |
|      | William Warren Scranton                    | 1976–1977                                 | Gerald Ford                        |
|      | Andrew Jackson Young                       | 1977–1979                                 | Jimmy Carter                       |
|      | Donald Franchot McHenry                    | 1979–1981                                 | Jimmy Carter                       |
|      | Jeane Jordan Kirkpatrick                   | 1981–1985                                 | Ronald Reagan                      |
|      | Vernon Anthony Walters                     | 1985–1989                                 | Ronald Reagan                      |
|      | Thomas Reeve Pickering                     | 1989–1992                                 | George Bush                        |
|      | Edward Joseph Perkins                      | 1992–1993                                 | George Bush                        |
|      | Madeleine Korbel Albright                  | 1993–1997                                 | Bill Clinton                       |
|      | William Blaine Richardson                  | 1997–1998                                 | Bill Clinton                       |
|      | Albert Peter Burleigh (kommissarisch)      | 1998–1999                                 | Bill Clinton                       |
|      | Richard Charles Albert Holbrooke           | 1999–2001                                 | Bill Clinton                       |
|      | James B. Cunningham (kommissarisch)        | 2001                                      | George W. Bush                     |
|      | John Dimitri Negroponte                    | 2001–2004                                 | George W. Bush                     |
|      | John Claggett Danforth                     | 2004–2005                                 | George W. Bush                     |
|      | Anne Woods Patterson (kommissarisch)       | 2005                                      | George W. Bush                     |
|      | John Robert Bolton                         | 2005–2006                                 | George W. Bush                     |
|      | Alejandro Daniel Wolff (kommissarisch)     | 2006–2007                                 | George W. Bush                     |
|      | Zalmay Mamozy Khalilzad                    | 2007–2009                                 | George W. Bush                     |
|      | Susan Elizabeth Rice                       | 2009–2013                                 | Barack Obama                       |
|      | Rosemary A. DiCarlo (kommissarisch)        | 2013                                      | Barack Obama                       |
|      | Samantha Power                             | 2013–2017                                 | Barack Obama                       |
|      | Michele J. Sison (kommissarisch)           | 2017                                      | Donald Trump                       |
|      | Nikki Haley                                | 2017–2018                                 | Donald Trump                       |
|      | Jonathan R. Cohen (kommissarisch)          | 2019                                      | Donald Trump                       |
|      | Kelly Dawn Knight Craft                    | 2019–2021                                 | Donald Trump                       |
|      | Richard M. Mills Jr. (kommissarisch)       | 2021                                      | Joe Biden                          |
|      | Linda Thomas-Greenfield                    | 2021–2025                                 | Joe Biden                          |
|      | Dorothy Shea (kommissarisch)               | ab 2025                                   | Donald Trump                       |
|      | Michael Waltz                              | nominiert, noch nicht vom Senat bestätigt | Donald Trump                       |